# Wilhelm Albrecht (Landrat)
Wilhelm Herrmann Friedrich Albrecht (* 15. Juni 1875 in Hannover; † 26. November 1946 in Bardowick bei Lüneburg) war ein deutscher Verwaltungsjurist und Landrat in den Kreisen Koschmin, Provinz Posen (1908–1917) und Lüneburg, Provinz Hannover (1917–1945).
Albrecht war Sohn eines Oberverwaltungsgerichtsrates. Er leistete 1893/94 seinen Militärdienst als Einjährig-Freiwilliger und war später Oberleutnant der Landwehr. Er studierte Rechtswissenschaften und wurde 1896 Gerichtsreferendar. Ab September 1899 war er Regierungsreferendar in Osnabrück, bevor er 1902 Regierungsassessor wurde. Im gleichen Jahr war er vorübergehend Vertreter des Landrats in Wreschen und wurde dann an die Regierung Sigmaringen versetzt. Ab Oktober 1902 war er beim Landratsamt in Schwetzt beschäftigt.
Vor seiner Tätigkeit als Landrat arbeitete Wilhelm Albrecht ab Mai 1904 in der Ansiedlungskommission in Posen. 1908 wurde er zunächst kommissarischer und ab 16. September 1908 definitiv Landrat in Koschmin. Ab Mai 1917 wurde er kommissarischer Landrat in Lüneburg und im November 1917 dort durch den Kreistag bestätigt. Er blieb bis 1945 dort Landrat, nachdem er zum 1. Mai 1933 der NSDAP beigetreten war (Mitgliedsnummer 2.858.549).
Ab dem 1. September 1919 und bis 1920 war er Mitglied im Provinziallandtag der Provinz Hannover. 